# Boulevard – Ein neuer Weg
Boulevard – Ein neuer Weg (Originaltitel: Boulevard) ist ein amerikanisches Independent-Drama aus dem Jahr 2014. Robin Williams spielt in seiner letzten Rolle einen Ehemann, der mehr als 25 Jahre verheiratet ist. Als er den jungen Callboy Leo kennenlernt, ändert sich sein Leben schlagartig.

## Handlung
Der brave Bankangestellte Nolan Mack macht seit 26 Jahren denselben Job. In seiner Ehe passiert nicht mehr viel. Er spricht nur noch selten mit seiner Frau, sie schlafen in getrennten Betten. Auf einer ziellosen Autofahrt durch eine Straße, die Nolan vorher noch nicht kannte, sammelt er den Stricher Leo auf und fährt mit zu ihm nach Hause. Nolan entwickelt Interesse für den jungen Mann, der in großen Schwierigkeiten steckt. Er fühlt sich in jeder Hinsicht zu dem jungen, gutaussehenden Mann hingezogen. Für ihre Verabredungen zahlt Nolan willig Geld. Leo wundert sich, dass es aber gar nicht zum Sex kommt. Nolan will dem jungen Leo helfen, versteht aber nur wenig, wie Leos Leben verläuft. Nolan entdeckt seine homosexuellen Neigungen. Sein Leben ändert sich: Er wird unzuverlässig und versäumt Termine, was seiner Ehefrau und seinem besten Freund Winston nicht entgeht. Er besorgt Leo einen Job, doch Leo hat schwere Probleme, die sich immer mehr in Nolans Leben drängen. Doch Nolan erkennt, dass er jahrelang die Augen vor der Realität verschlossen hat. Jetzt möchte er in seinen alten Tagen doch das Leben führen, das er immer wollte.

## Kritiken
epd Film schrieb dazu

„Im Grunde ist »BOULEVARD« ein Ein-Personen-Film. So hervorragend sämtliche Darsteller auch sind, liegt der Fokus ganz auf Robin Williams und wie er Nolans Unglücklichsein, sein Hadern mit sich selbst in Körpersprache übersetzt, in Gesten, Schritte, Blicke und nicht zuletzt in die verspannten Züge um seinen Mund. Allein beim Anblick des jungen, undurchschaubaren Leo beginnen seine Augen zu strahlen. Williams lässt uns an der quälenden Befreiung dieses Mannes teilhaben, in dessen Leben es unweigerlich zum Bruch kommen muss. Als Zuschauer ist dabei die Versuchung groß, das Schicksal des Darstellers irgendwie mit der Kunst abzugleichen.“